# Wilhelm Dibelius
Wilhelm Dibelius (ur. 23 kwietnia 1876 w Berlinie, 28 stycznia 1931 tamże) – niemiecki literaturoznawca i patolog.

## Życiorys
Kształcił się w Berlinie (uczeń Aloisa Brandla) i również tam się doktoryzował (1901). Od 1903 do 1918 był profesorem literatury na Akademii Królewskiej w Poznaniu. W 1904 został kierownikiem oddziału patologii Instytutu Higieny w Poznaniu. W 1911 został profesorem anatomii patologicznej w Zurychu. Potem wykładał w Hamburgu i Berlinie.

## Zainteresowania naukowe
Do jego głównych zainteresowań naukowych należało badanie dziejów i ewolucji powieści. W 1910 wydał pracę Englische Romankunst, w której scharakteryzował ewolucje techniki gatunkowej. W monografii Charles Dickens z 1916 ukazał twórczość tego pisarza na tle angielskiej sytuacji ekonomiczno-społecznej w XIX wieku (do dziś praca ta należy do arcydzieł niemieckojęzycznych studiów anglistycznych). Opisał również twórczość Laurence’a Sterne’a. Interesował się historią powieści angielskiej. Jego Angielska sztuka rzymska (1910, wznowiona w 1922) była rozwinięciem mało znanego w ówczesnych Niemczech tematu.
Podczas I wojny światowej pracował w wojennym biurze prasowym, zbierając wówczas materiały do studium politycznego o Anglii, które zostało opublikowane w 1923 (potem w Anglii i USA w 1929 i 1930). Stał się głównym propagatorem kierunku kulturoznawczego niemieckiej anglistyki. Podczas podróży studyjnej do Kanady w 1928 zebrał materiał do podobnej pracy o tym kraju, ale jego śmierć uniemożliwiła jej ukończenie. Rękopisy zaginęły w 1945.